# Thyene inflata
Thyene inflata là một loài nhện trong họ Salticidae.
Loài này thuộc chi Thyene. Thyene inflata được Gerstäcker miêu tả năm 1873.